# Sant'Antonio Abate all'Esquilino
Sant'Antonio Abate all'Esquilino är en kyrkobyggnad i Rom, helgad åt den helige Antonius. Kyrkan är belägen vid Via Carlo Alberto i Rione Esquilino och tillhör församlingen Santa Maria Maggiore in San Vito.
I kyrkan firas liturgin enligt bysantinsk rit, men själva kyrkobyggnaden lyder under Roms stift. Sant'Antonio Abate all'Esquilino utgör Rysslands nationskyrka i Rom.

## Beskrivning
På denna plats lät konsuln Junius Annius Bassus omkring år 331 e.Kr. uppföra en basilika, Junius Bassus basilika, vilken under påve Simplicius omvandlades till kyrkan Sant'Andrea Catabarbara, vilken hade en magnifik absidmosaik. 
År 1259 lät kardinal Pietro Capocci i närheten av denna kyrka grunda ett sjukhus, Ospedale di Sant'Antonio Abate, för patienter med hudsjukdomar, särskilt Antoniuseld. Dagens Sant'Antonio Abate-kyrka har sitt ursprung i den kyrkobyggnad som uppfördes år 1308. Ombyggnader genomfördes på 1400- och 1500-talet. I slutet av 1600-talet revs kyrkan Sant'Andrea Catabarbara; de kvarvarande resterna av kyrkan utplånades omkring år 1930. I samband med detta restaurerade arkitekten och konsthistorikern Antonio Muñoz (1884–1960) fasaden och inkorporerade i denna en romansk portal från 1200-talet; portalen är förmodligen ett verk av skulptörfamiljen Vassalletto.
Kyrkans absid har fresken Korsfästelsen av Giovanni Odazzi (1663–1731). Ett av sidokapellen är invigt åt den heliga Thérèse av Lisieux. I dess kupol återfinns fresker utförda av Niccolò Circignani, kallad Il Pomarancio, från cirka år 1585.

## Bilder
| - Sant'Antonio Abate all'Esquilino (DIVI ⋅ ANTONII ⋅ TEMPL), tryck av Girolamo Francino från år 1588. - Romansk portal, etsning av Luigi Rossini från cirka år 1825. Denna portal utgör numera en del av kyrkans fasad. |